# Laveline-du-Houx
Laveline-du-Houx är en kommun i departementet Vosges i regionen Grand Est (tidigare regionen Lorraine) i nordöstra Frankrike. Kommunen ligger i kantonen Bruyères som tillhör arrondissementet Épinal. År 2022 hade Laveline-du-Houx 207 invånare.

## Befolkningsutveckling
Antalet invånare i kommunen Laveline-du-Houx
| Referens: INSEE |